# Аналізуючи те
«Аналізуючи те» (англ. Analyze That) — американська комедія, сиквел фільму «Аналізуючи це».

## Сюжет
Сиквел несподівано успішної комедії 1999 роки з тими ж акторами й персонажами, з тим же режисером. На початку фільму Пол Вітті, хрещений батько мафії, сидить у в'язниці. Він не в найкращому психічному стані, йому потрібна допомога психоаналітика доктора Бена Собеля. Проте іронія в тому, що психоаналітик тепер потрібен і самому Собелю — після смерті батька на нього звалився сімейний бізнес, і він перебуває в страшному стресі. Тим часом Вітті виходить на свободу і намагається пристосуватися до життя поза мафією — йде на телебачення, де консультує передачі… про мафію.

## В ролях
- Роберт Де Ніро — Пол Вітті
- Біллі Крістал — доктор Бен Собель
- Ліза Кудров — Лаура Макнамара Собель
- Джо Вітереллі — Джеллі
- Кеті Моріарті — Петті ЛоПресті
- Джой Діас — Дакс
- Джина Лінн — стриптизерка
- Ентоні Лапалья — Ентоні Белла